# Ernst Krantz
Ernst Krantz (* 29. Dezember 1889 in Bartenstein, Ostpreußen; † 6. August 1954 in Berlin) war ein deutscher Maler, Zeichner und Holzschneider. Er war Meisterschüler des deutschen Malers Lovis Corinth und Mitglied der Novembergruppe. Ernst Krantz beherrschte den Stil des Impressionismus sowie des Expressionismus.

## Leben

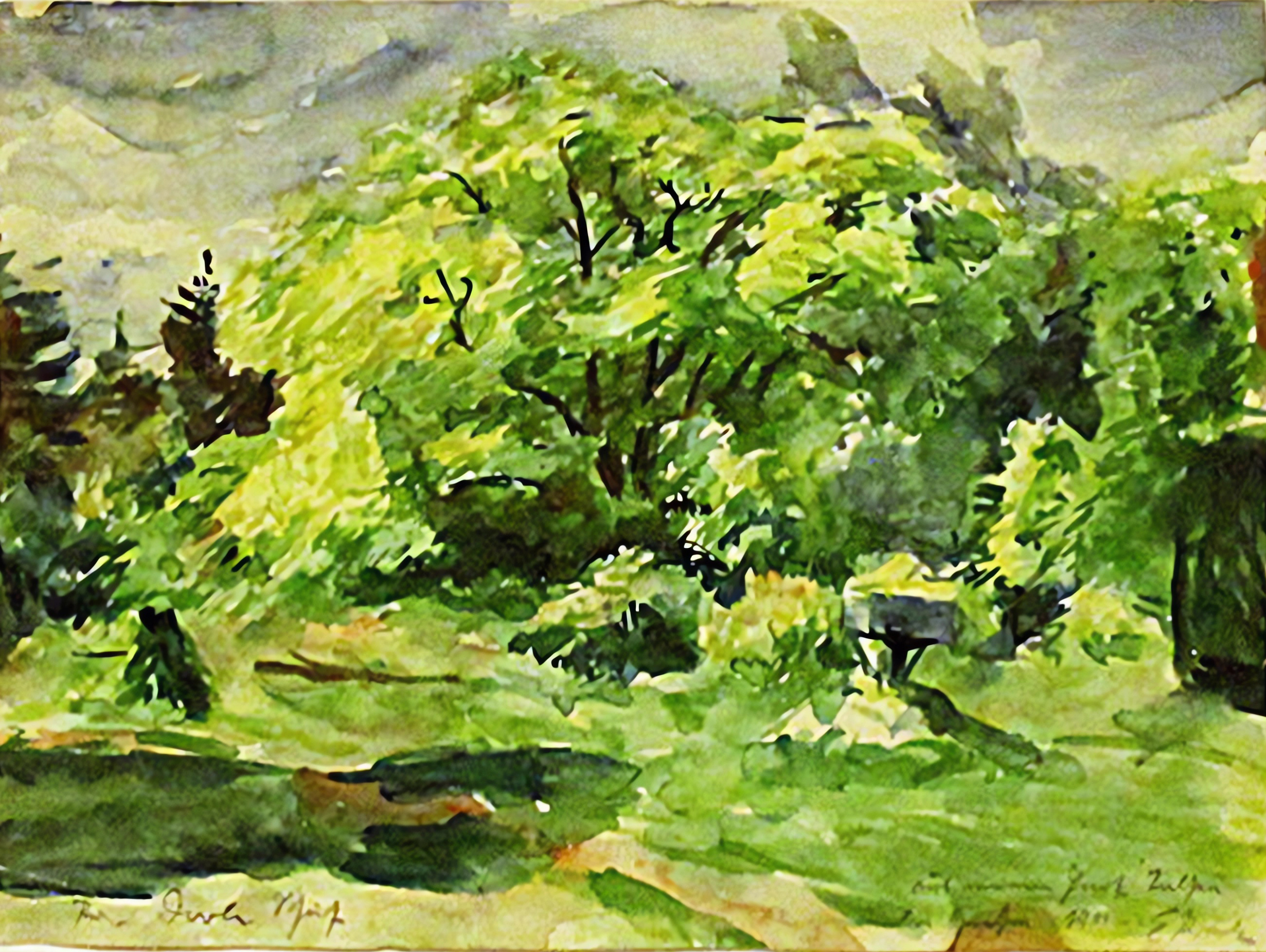
Sommer im Garten (1911)

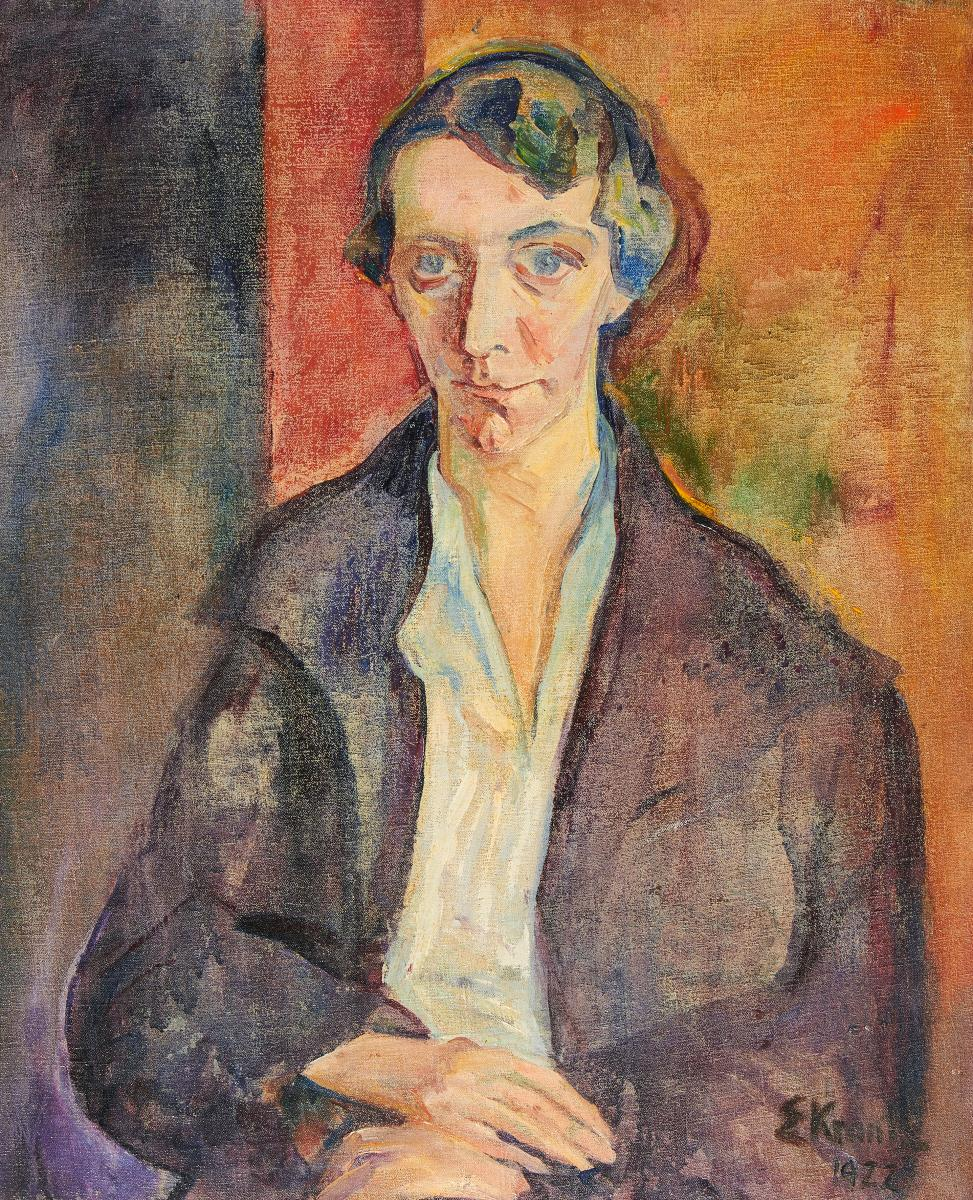
Bildnis einer Frau (1922)

Wansee (ca. 1930)

Geboren wurde Ernst Krantz im ostpreußischen Bartenstein und wuchs mit vier Geschwistern dort auf. Ernst Gottlieb Krantz war sein Onkel. 1909 machte Ernst Krantz das Abitur in Posen und ging nach Berlin. Dort begann er ein Architekturstudium an der Technischen Universität Berlin. Ein Jahr später besuchte er die privaten Malschule von Lovis Corinth und wurde dessen Meisterschüler.
Nach einer ersten erfolgreichen Kollektivausstellung im Staatlichen Kaiser-Friedrich-Museum in Posen und einer Teilnahme an einer Ausstellung der Freien Sezession in Berlin folgten Bildungsreisen nach München und Paris.
Während des Ersten Weltkriegs war er Leutnant einer Maschinengewehr-Kompanie und wurde mit dem Eisernen Kreuz ausgezeichnet. Nach Kriegsende nahm Ernst Krantz seine künstlerischen Tätigkeiten wieder auf. Er wurde Mitglied der Novembergruppe und beteiligte sich an deren Ausstellungen. Zusätzlich arbeitete Krantz als privater Zeichenlehrer. Jedoch lehnte er eine feste Anstellung im Schuldienst ab.
Zwischen 1932 und 1941 hatte Ernst Krantz, mit Unterbrechungen, eine Assistentenstelle am Lehrstuhl für freies Zeichnen und Malen an der Technischen Universität Berlin. 1941 wurde er als Hauptmann der Reserve in den Militärdienst einberufen und im Jahre 1944 aus Altersgründen aus dem Militärdienst entlassen. Während des Krieges wurde sein Atelier sowie der Großteil seiner Werke durch Brandbomben zerstört.
Am 6. August 1954 starb Ernst Krantz an einer Lungenentzündung in Berlin.

## Werke
Krantz schuf Zeichnungen, Grafiken, Plastiken und Malereien im Stil des Expressionismus und Impressionismus. Ein Großteil der Arbeiten befindet sich im Besitz der Familie sowie diversen Galerien in Berlin.
1937 wurde in der Nazi-Aktion „Entartete Kunst“ nachweislich fünf seiner Bilder aus öffentlichen Sammlungen beschlagnahmt und vernichtet.

## 1937 als "entartet" aus öffentlichen Sammlungen beschlagnahmte und vernichtete Werke
- Geigerin (Aquarell; Städtische Kunstsammlung Duisburg)
- Orchideen (Aquarell; Kunstsammelstelle Frankfurt am Main)
- Häuser (Aquarell; Kunstsammelstelle Frankfurt am Main)
- Stillleben (Aquarell; Kunstsammelstelle Frankfurt am Main)
- Bäume (Aquarell; Kunstsammelstelle Frankfurt am Main)

### Ausstellungen
- 1973: „Ernst Krantz, 1889–1954: Gemälde, Aquarelle, Handzeichnungen und Grafiken. Johannes Niemeyer: Gemälde, Aquarelle, Pastelle und Handzeichnungen“, Galerie Pels-Leuden, Berlin.
- 1985: „Ernst Krantz: 1889–1954“, Galerie Pommersfelde, Berlin.
- 2005: „Ernst Krantz: 1889–1954“, Galerie Hellenthal, Berlin.